# 告羅士打公爵夫人比哲特
告羅士打公爵夫人比哲特王妃 LG GCVO DStJ CD（1946年6月20日—），本名比哲特·伊娃·范·德烏爾斯·亨里克森，是丹麥裔英國王室成員。她是告羅士打公爵理察王子的王妃、英女王伊麗莎白二世的堂弟媳，育有三名子嗣。

## 早年生活
比哲特於1946年6月20日出生於丹麥奧登塞，出生時名為比哲特·伊娃·范·德烏爾斯·亨里克森，是律師阿斯格·普雷本·維辛·亨里克森和其妻薇薇安·范·德烏爾斯的幼女。她曾在奧登塞接受教育，並前往洛桑和劍橋就讀禮儀學校。在哥本哈根完成三年的商業和經濟研究課程後，她在1971年遷居英國，並在倫敦的丹麥皇家大使館任職秘書。

## 婚姻與家庭

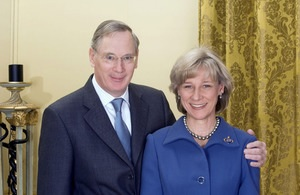
告羅士打公爵伉儷。

1960年代末，比哲特在劍橋與告羅士打的理察王子結識，理察王子是告羅士打公爵亨利王子與愛麗斯王妃的幼子，當時正在劍橋就讀大學。兩人在1972年2月正式宣佈訂婚，並於1972年7月8日在班威爾聖安德烈教堂舉行婚禮。比哲特的婚紗由曾為英女王伊麗莎白二世製作加冕禮服的諾曼·哈特內爾設計，並以黑鰻藤花代替冕狀頭飾用作固定面紗。
在婚禮舉行的六個星期後，理察王子的長兄告羅士打的威廉王子在一場飛行事故中意外逝世，因此理察王子成為了告羅士打公爵爵位的法定繼承人。其父在1974年去世後，理察王子便繼承爵位為告羅士打公爵，比哲特亦隨之成為告羅士打公爵夫人。
比哲特與理察王子育有三名子嗣：亞歷山大（1974年－）、達維娜（1977年－）和露絲（1980年－）；三名子女均在倫敦聖瑪麗醫院出生。夫婦兩人目前正式居住在肯辛頓宮。

## 王室職務

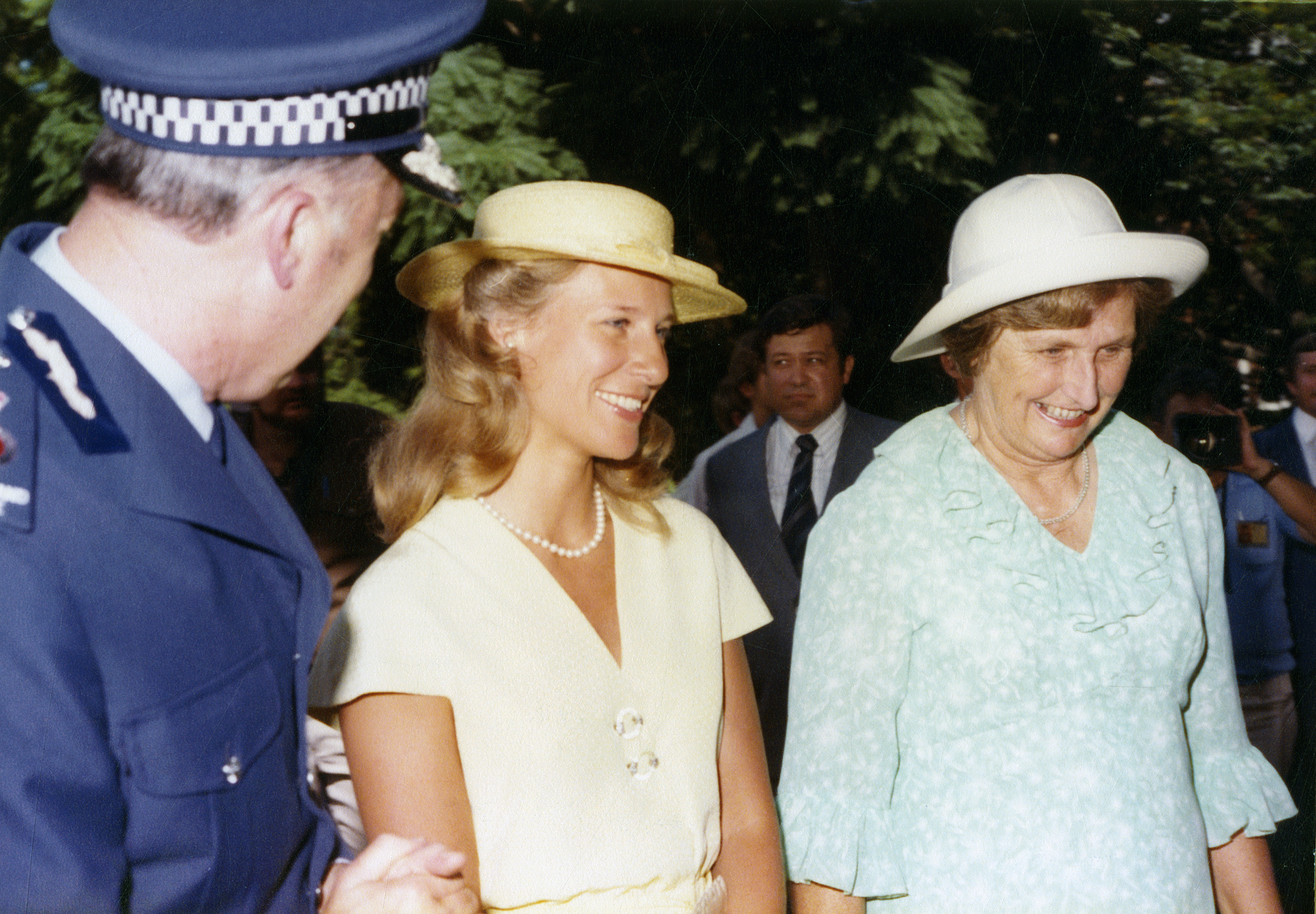
於1979年出訪布里斯班的比哲特王妃。

比哲特王妃曾多次陪同告羅士打公爵理察王子出訪海外：1973年，比哲特王妃便初次與理察王子代表英女王出席希臘國王奧拉夫五世的70歲生日慶典。另外，二人曾一同前往澳洲、比利時、中國大陸、丹麥、直布羅陀、香港、以色列、日本、盧森堡、尼泊爾、紐西蘭、挪威、菲律賓、葡萄牙、沙地阿拉伯、新加坡、所羅門群島、南非、西班牙、瑞典、湯加、突尼西亞及美國等地進行聯合訪問；比哲特王妃也曾自行出訪海外，包括在2008年12月前往伊拉克進行訪問。
夫婦二人曾代表英女王伊麗莎白二世和菲臘親王出席湯加國王陶法阿豪·圖普四世在2006年9月19日舉行的國葬及喬治·圖普五世於2008年8月1日在湯加首都努庫阿洛法舉行的加冕禮。
比哲特王妃是格洛斯特號驅逐艦和桑當號獵雷艦兩艘英國皇家海軍軍艦的贊助人，也擔任皇家百慕達軍團的名譽團長。她同時也是多個慈善組織的贊助人，包括服務有學習障礙和視力喪失者的慈善機構SeeAbility、旨在防止嬰兒意外死亡並促進嬰兒健康的嬰兒慈善機構搖籃曲信托基金會，以及慈善機構「醫院和護理中的音樂（Music in Hospitals & Care）」。她也是英國前列腺癌慈善組織的贊助人。
比哲特王妃也會定期出席她所擔任贊助人的組織及學校的活動，包括聖保羅主教座堂學校、主教座堂音樂信託（the Cathedral Music Trust）、萊瑟黑德聖約翰學校、皇家亞歷山德拉和阿爾伯特學校、兒童協會、英國巴金森氏症防治協會、北愛爾蘭青年的希望（Hope for Youth Northern Ireland）、蘇格蘭歌劇院及草地網球協會等。在威爾斯王妃戴安娜逝世之後，比哲特亦接任皇家音樂學院的校長一職。

## 稱謂、頭銜、榮譽和紋章

### 稱謂與頭銜
- 1972年7月8日－1974年6月10日：告羅士打的理察王妃殿下
- 1974年6月10日至今：告羅士打公爵夫人殿下

### 榮譽

#### 英聯邦榮譽
- 1973年：伊麗莎白二世王室勳章[19]
- 1975年：聖約翰爵級正義司令勳銜（DStJ）[20]
- 1975年：聖約翰騎士團服務獎章（英语：Service Medal of the Order of St John）[21]
- 1977年2月6日：伊麗莎伯二世銀禧獎章（英语：Queen Elizabeth II Silver Jubilee Medal）[21]
- 1978年：所羅門群島獨立獎章（英语：Solomon Islands Independence Medal）[21]
- 1989年6月23日：皇家維多利亞大十字騎士勳章（GCVO）[19]
- 2002年2月6日: 伊利沙伯二世金禧獎章（英语：Queen Elizabeth II Golden Jubilee Medal）[21]
- 2018年：加拿大軍隊獎章（英语：Canadian Forces Decoration）（CD）
- 2024年4月23日：嘉德騎士勛章（LG）[22]
- 2024年：查爾斯三世王室勳章[23]

#### 海外榮譽
- 2009年8月1日：湯加王冠大十字騎士勳章（英语：Order of the Crown of Tonga）[24]
- 2015年3月3日：阿茲特克之鷹勳章（英语：Order of the Aztec Eagle）[25]

#### 名譽軍事任命
- 皇家澳洲陸軍教育部隊（英语：Royal Australian Army Educational Corps）名譽團長[1]
- 皇家百慕達軍團（英语：Royal Bermuda Regiment）名譽團長[1]
- 皇家加拿大牙醫部隊（英语：Royal Canadian Dental Corps）名譽團長[26]
- 皇家紐西蘭陸軍教育部隊名譽團長[1]
- 英國皇家陸軍牙醫部隊（英语：Royal Army Dental Corps）名譽團長[1]
- 英國陸軍皇家副官部隊（英语：Adjutant General's Corps）名譽副團長[1]
- 英國陸軍來福槍步兵團第7營皇家團長[1]
- 英國皇家海軍格洛斯特號驅逐艦（英语：HMS Gloucester (D96)）贊助人[27]
- 英國皇家海軍桑當號獵雷艦（英语：EML Admiral Cowan）贊助人[27]

### 紋章
|  | 備注告羅士打公爵夫人比哲特的紋章，在其夫的紋章上覆蓋皇家授予她的小盾紋而成 採用日期1973年7月18日 冠冕君主孫子的小皇冠 盾紋使用其夫告羅士打公爵理察王子的盾紋；其中間加入一個小盾紋，繪有一隻蔚藍背景下的田鳧，小盾紋上段則是以X形放置的兩對黑色鴕鳥羽毛 扶盾者皇室護盾獸，與紋飾的小冠、盾徽的標誌同樣區別 勳章嘉德勛章 其他部分下方附加了維多利亞勳章 |

## 子女
| 名字                      | 出生日期       | 婚姻                                                    | 子女                                                                   |
| ------------------------- | -------------- | ------------------------------------------------------- | ---------------------------------------------------------------------- |
| 阿爾斯特伯爵亞歷山大·溫莎 | 1974年10月24日 | 克萊兒·布絲（Claire Booth） 2002年6月22日結婚           | 卡洛登勳爵克桑·溫莎（Xan Windsor） 科西瑪·溫莎女勳爵（Cosima Windsor） |
| 達維娜·劉易斯女勳爵       | 1977年11月19日 | 蓋瑞·劉易斯（Gary Lewis） 2004年7月31日結婚；2018年離婚 | 塞納·劉易斯（Sienna Lewis） 塔內·劉易斯（Tāne Lewis）                  |
| 露絲·吉爾曼女勳爵         | 1980年3月1日   | 喬治·吉爾曼（George Gilman） 2008年7月19日結婚          | 萊拉·吉爾曼（Lyla Gilman） 魯弗斯·吉爾曼（Rufus Gilman）               |

## 外部連結
- 王室網站中的告羅士打公爵夫人比哲特 （页面存档备份，存于）
- 告羅士打公爵夫人比哲特在互联网电影资料库（IMDb）上的資料（英文）

| 聯合王國排位名單         | 聯合王國排位名單              | 聯合王國排位名單            |
| ------------------------ | ----------------------------- | --------------------------- |
| 前任者： 薩拉·查托女勳爵 | 女勳爵 告羅士打公爵夫人比哲特 | 繼任者： 根德公爵夫人嘉芙蓮 |